# حيتيل
حيتيل هي إحدى القرى المحتلة والمدمرة التابعة لمركز فيق التابع لمحافظة القنيطرة في هضبة الجولان بجنوب غرب سوريا.
تتبع ناحية قرى مركز منطقة فيق. محافظة القنيطرة كان عدد سكانها عام 1967 (1054) نسمة وترتفع عن سطح البحر 382 م وهي قرية سكانها من قبيلة النعيم.وحيتل تسكنها عشيرة العواجه (العاتقي) وشيخهم محمد الحسين العاتقي ومنه يتفرع خمس بطون قوم العيسى و محمد الحسين والصلاح  والطلال والسعود.
تقع في أرض بركانية منبسطة على الحافة الشمالية لوادي الرقاد، بجوار رافدة وادي جبين. إلى الشمال الشرقي لمدينة فيق على بعد 10 كم، وقد عثر فيها على بقايا موازين وفخار يعود إلى العهود الرومانية والبيزنطية والعربية الإسلامية. يزرع سكانها الحبوب والبقول وأشجار الزيتون والتين بعلا، ويربون الأغنام والأبقار، ويشربون من مشروع مياه الجوخدار.